# Cist ladanový
Cist ladanový, zvaný též cist ladanonosný (Cistus ladanifer) je druh kvetoucí aromatické rostliny z čeledi Cistaceae. Pochází ze západního Středomoří, kde bývá pěstován jako okrasná rostlina a pro vonnou pryskyřici známou jako ladanum a používanou léčitelství a parfumerii.

## Popis
Je to keř dorůstající výšky a šířky 1–2,5 m (vzácně až 4 m). Listy jsou vstřícné, stálezelené, čárkovitě kopinaté až kopinaté, 3–10 cm dlouhé a 1–2 cm široké, svrchu tmavě zelené a výrazně lesklé, zespodu světlejší, hustě bělavě chlupaté. Celá rostlina je pokryta žláznatými trichomy se značně lepkavým výpotkem vonné pryskyřice. Květy mají 5–8 cm v průměru. Obsahují 3 kališní a 5 bílých korunních lístků, obvykle s červenou až kaštanovou skvrnou na bázi. Tyčinky a pestíky jsou žluté. Keř kvete od dubna do června, plodem je kulovitá desetipouzdrá tobolka. Počet chromozomů je 2n = 18

## Ekologie a rozšíření

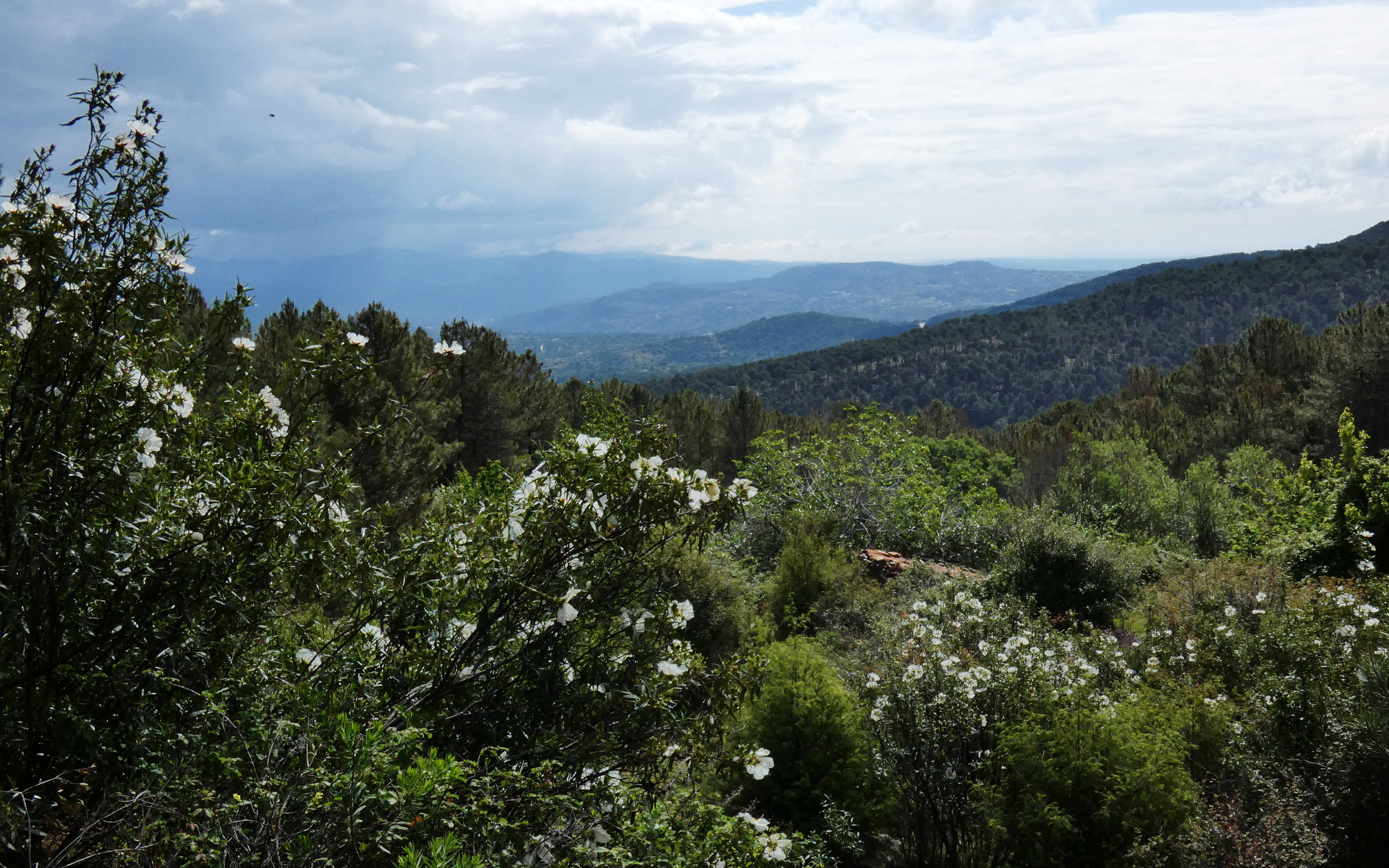
Cist ladanový na přirozeném stanovišti

Rostlina kontinentálního středomořského klimatu. Je rozšířen v západním Středomoří na Pyrenejském poloostrově, v jižní Francii a v severozápadní Africe. Byl zavlečen také na Kanárské ostrovy. Obvyklými stanovišti jsou křoviny macchie, řídké otevřené, například borové lesy, výslunné skalnaté svahy, ale též úhory a narušená stanoviště v okolí lidských sídel. Preferuje kyselé půdy bez obsahu vápníku. Ve vhodných podmínkách může být značně agresivní expanzní rostlinou; silně se rozšířil například na velkou část bývalých zemědělských ploch a pastvin v horských oblastech středního Španělska a velké části jižního Portugalska. Bylo zjištěno, že má mykorhizní vazby s několika druhy hub, například se hřibem smrkovým (Boletus edulis), nachovým (Boletus rhodoxanthus) a lakovkou obecnou (Laccaria laccata).

## Systematika

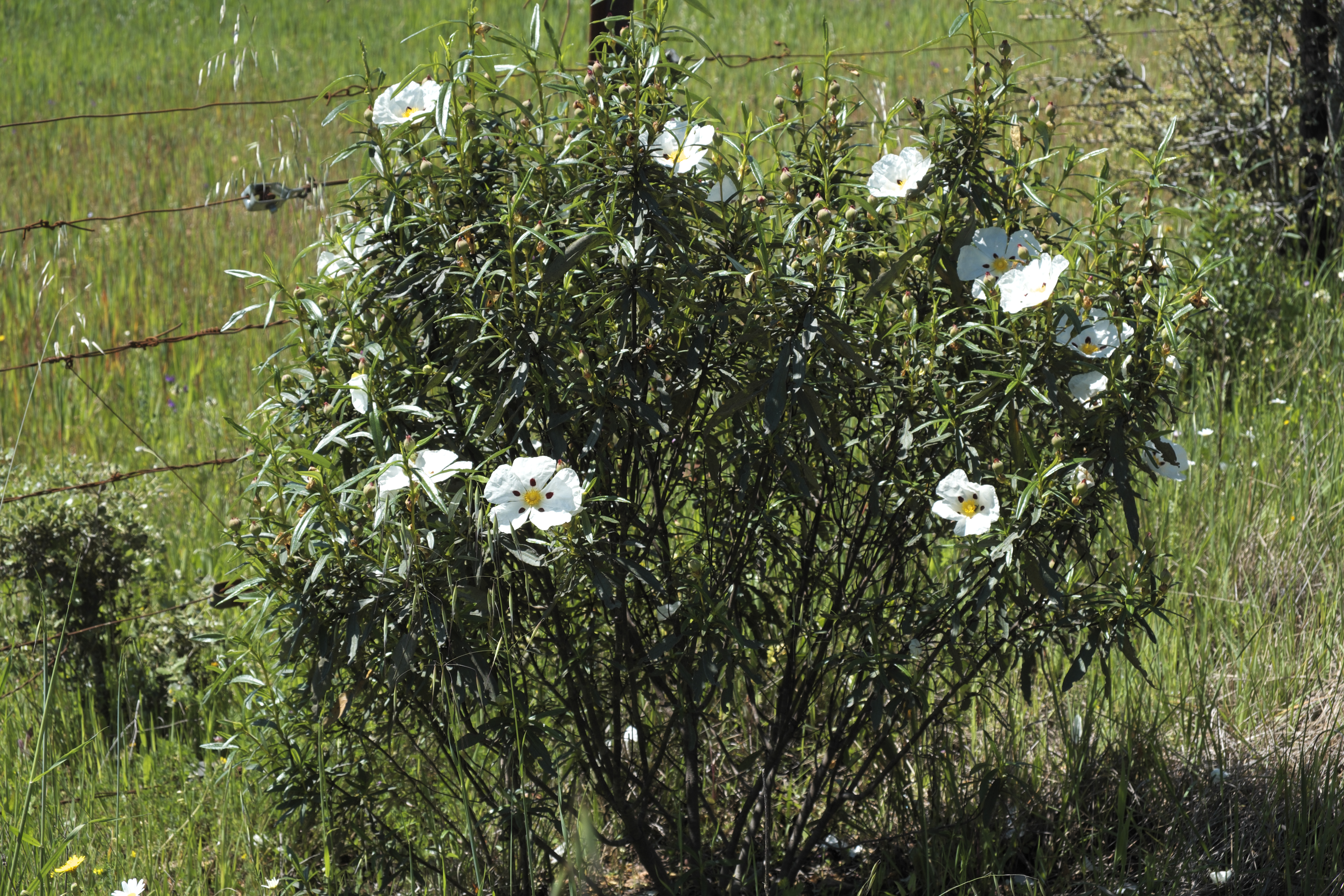
Celkový habitus

Fylogenetické datovací metody zjistily, že cist ladanový se jako druh oddělil až během pleistocénu, dlouho po otevření Gibraltarského průlivu. Ačkoli jeho semena padají blízko mateřské rostliny, mohl se úspěšně šířit díky své preferenci narušených stanovišť. Široké rozšíření a morfologická variabilita tohoto druhu v severní Africe, na Pyrenejském poloostrově a v jižní Francii vedly k uznání tří poddruhů:
- Cistus ladanifer subsp. ladanifer – endemit Pyrenejského poloostrova, Francie, Maroka a Baleárských ostrovů
- C. ladanifer subsp. mauritianus – endemit Maroka, Alžírska a jižního Španělska (provincie Málaga)
- C. ladanifer subsp. sulcatus – endemit západního pobřeží Portugalska

## Využití

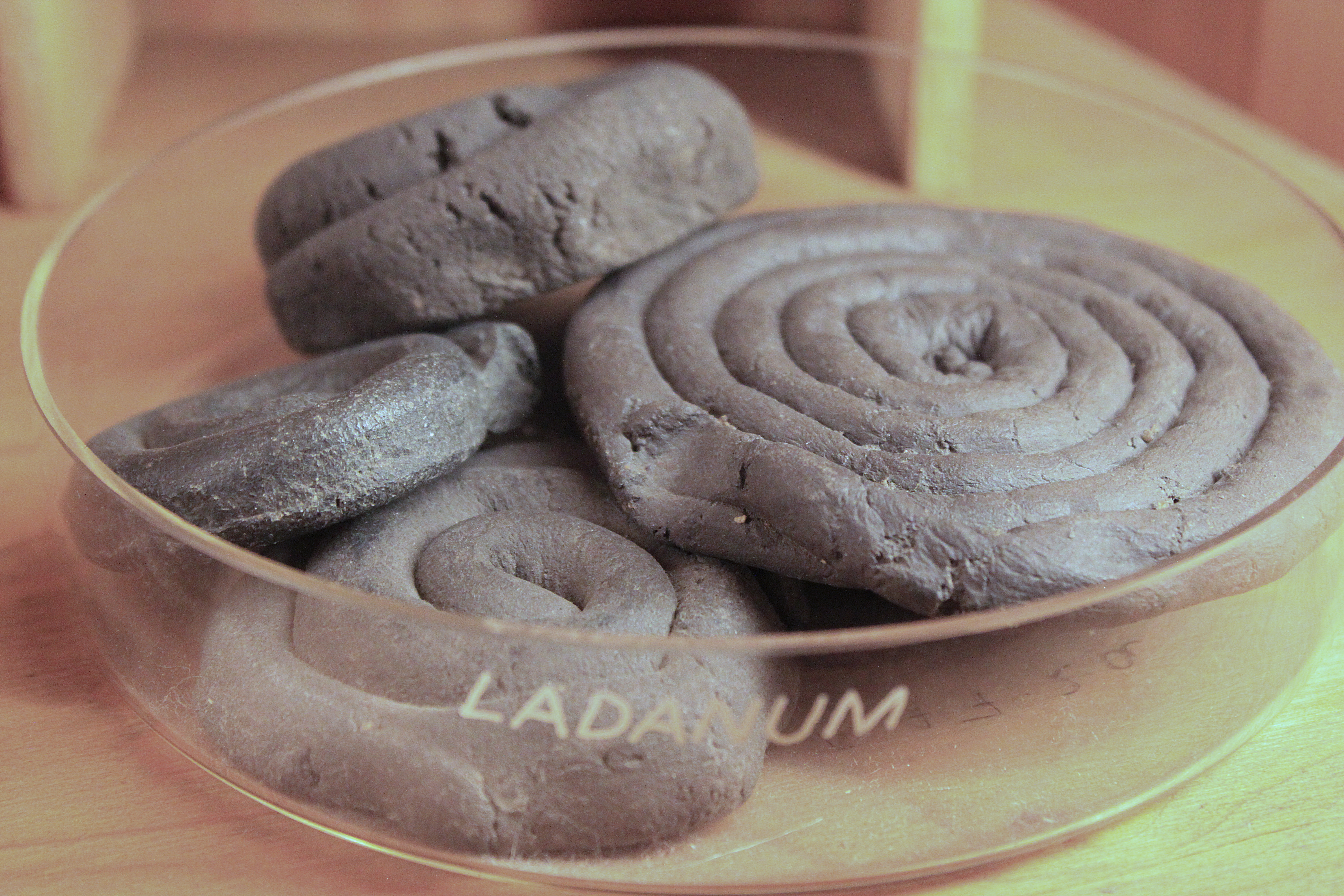
Spirály sušeného ladanu

Jedná se o oblíbenou okrasnou rostlinu, pěstovanou pro silně aromatické listy a nápadné květy. Z listů se získává lepkavá vonná pryskyřice známá jako labdanum, která se používá v parfémech, pro ochucování potravin a nápojů (například vermutů) a historicky též v lidovém léčitelství.
Surová pryskyřice se obvykle získává vařením listů a větviček, v dávné minulosti se ladanum sbíralo vyčesáváním srsti koz a ovcí, které se pásly mezi keři cistu. Esenciální olej se získává destilací s vodní parou, extrakcí rozpouštědlem se získává také absolue. Surová pryskyřice je černá nebo někdy tmavě hnědá vonná hmota obsahující až 20 % nebo více vody. Je plastická, ale není sypká a stárnutím se stává křehkou. Absolue je tmavě jantarově zelená a při pokojové teplotě velmi hustá. Vůně je jemnější než u surové pryskyřice. Vůně labdanu je velmi bohatá, komplexní a vytrvalá; bývá popisována jako ambrová, živočišná, sladká, ovocná, dřevitá, suché pižmo nebo kožená. Labdanum je v parfumerii velmi ceněno pro svou podobnost s ambrou, jejíž používání bylo v mnoha zemích zakázáno, protože pochází z vorvaně, který je ohroženým druhem. Labdanum je hlavní složkou používanou při výrobě vůně ambry v parfumerii.